# PC 툴스
PC 툴스(영어: PC Tools)는 센트럴 포인트 소프트웨어(Central Point Software)에서 개발한 MS-DOS용 유틸리티 소프트웨어이다.

## 개발사
PC 툴스 패키지의 원조 프로그램은 MS-DOS용 지원 프로그램 세트로서 개발, 1986년 39달러에 소매로 판매되었다.
4.0 버전을 발표하면서 명칭이 'PC Tools Deluxe'로 바뀌었고, 기본 인터페이스는 다양한 색깔의 그래픽 셸이 되었다. 이전의 셸은 PC BOSS를 닮았으며, 흑백이었다. 1991년 7.0 버전까지 여러 윈도우즈용 프로그램들이 추가되었다.
7.0 버전은 순조롭게 판매되었으나 업계 간행물들로부터 지나치게 복잡하고 버그 투성이라는 비평을 받았다. 이 버전은 대체적으로 발표를 서둘렀다고 여겨진다. 안정된 발표로는 MS-DOS용 PC 툴스 9.x 버전이 마지막이었다.
1994년 6월, 센트럴 포인트는 그들의 가장 유력한 경쟁사였던 시만텍에 인수되었다. PC 툴스는 1990년 시만텍이 인수한 노턴 유틸리티의 주요 경쟁 프로그램이었다.

## 유틸리티들
다음과 같은 프로그램들이 PC 툴스에 포함되어 있었다.
- PC Shell
- PC-Cache
- 센트럴 포인트 안티 바이러스
- DiskFix
- Unformat
- Undelete
- Mirror
- Compress
- FileFix
- Commute
- VDefend
- SysInfo
- 센트럴 포인트 데스크탑 (CPS)